# Hồ Sa Hổ
Hột Thạch Liệt Chấp Trung (chữ Hán: 纥石烈执中, ? – 1213), tên Nữ Chân là Hồ Sa Hổ (胡沙虎), người bộ tộc Hột Thạch Liệt, dân tộc Nữ Chân, là tướng lĩnh, quan lại nhà Kim trong lịch sử Trung Quốc.

## ThờiThế Tông
Hồ Sa Hổ là hậu duệ của A Sơ , về sau Hồ Sa Hổ dời nhà đến Mãnh an thuộc Đông Bình lộ. Năm Đại Định thứ 8 (1168), được sùng làm Hộ vệ của Hoàng thái tử, sau đó ra nhận chức Thái tử bộc thừa, đổi làm Ưng Phường trực trưởng, rồi được thăng Ưng Phường sứ, Củng Vệ trực chỉ huy sứ.

## ThờiChương Tông

### Kiêu ngạo làm càn
Năm Minh Xương thứ 4 (1193), trong lúc nghỉ ngơi trên đường đi sứ, Hồ Sa Hổ vì rượu nhạt mà đánh Giám tửu quan Di Lạt Bảo gây thương tích, bị phạt 50 trượng. Không lâu sau, được thăng Hữu phó điểm kiểm, kiêu ngạo không nhận chức, bị giáng làm Triệu Châu phòng ngự sứ. Qua năm, được thăng Hưng Bình quân tiết độ sứ. Sau khi để tang mẹ, được trở lại làm Quy Đức quân tiết độ sứ, đổi làm Khai Viễn quân kiêm Tây Nam lộ chiêu thảo phó sứ. Sau đó được làm Tri Đại Danh phủ sự. Năm Thừa An thứ 2 (1197), được triệu về kinh làm Thiêm Xu mật viện sự. Có chiếu sai Hồ Sa Hổ giúp thừa tướng Hoàn Nhan Tương chinh chiến, ông tâu rằng: "Thần với Tương có hiềm khích, ông ta sẽ giết thần mất thôi!" Đế giận nói năng không kiêng dè, giao xuống cho đình thần định tội, rồi lại tha; được ra làm Vĩnh Định quân tiết độ sứ. Được đổi làm Tây Bắc lộ chiêu thảo sứ, rồi trở lại nắm Vĩnh Định quân, bị kết tội tước đoạt binh mã của người khác sai luật, nên chịu giải chức.
Năm Thái Hòa đầu tiên (1201), được khởi làm Tri Đại Hưng phủ sự. Có chiếu đối với người Khiết Đan lập công sẽ được thưởng như người Nữ Chân, cho phép nuôi ngựa, thuê người giúp việc,... Hồ Sa Hổ dẹp chiếu không tuyên, đế trách mắng, buộc ông hạ chiếu thi hành. Sau đó lại kết án oan người Lai Thủy là Ngụy Đình Thực. Ngự sử trung thừa Mạnh Chú đàn hặc, ban đầu đế có ý bao che, cuối cùng phải giao cho Thượng thư tỉnh xét hỏi. Do vậy Hồ Sa Hổ bị đổi làm Vũ vệ quân Đô chỉ huy sứ.

### Tham gia đánh Tống
Năm thứ 6 (1206), Hồ Sa Hổ theo Bình chương chánh sự Bộc Tản Quỹ đánh Tống, lần lượt nhận chức Sơn Đông đông tây lộ thống quân sứ rồi Sơn Đông lưỡng lộ binh mã đô thống. Tháng 4 ÂL, Hồ Sa Hổ chia quân đóng giữ Kim Thành, Cù Sơn, xin phát thêm quân Đông Bình lộ đồn trú Mật, Nghi, Ninh Hải, Đăng, Lai để giữ những nơi xung yếu, có chiếu nghe theo. Tháng 5 ÂL, quân Tống xâm phạm Kim Thành, Hồ Sa Hổ sai Tuần kiểm sứ Chu Nô đưa 300 ngăn chặn. Chu Nô cùng Mưu khắc Tam Hợp giáp kích quân Tống, giết được thống lãnh Lý Tảo cùng hơn 500 quân, bắt sống tướng Trung Nghĩa quân là Lữ Chương.
Tháng 10 ÂL, Hồ Sa Hổ soái 2 vạn quân ra Thanh Khẩu, hơn vạn bộ kỵ quân Tống dàn ở bờ nam, trăm cỗ chiến hạm giữ thượng lưu, giằng co mấy ngày. Hồ Sa Hổ đem 2000 thủy quân đánh rát, ngăn thủy quân Tống, sai Phó thống Di Lạt Cổ Dữ Niết soái 4000 kỵ binh từ hạ lưu vượt sông. Quân Tống trông thấy kỵ binh Kim sang bờ nam, thủy lục đều tan chạy, bị đuổi giết và đuối nước rất nhiều. Quân Kim lấy hết chiến hạm và 300 con ngựa, rồi hạ được Hoài Âm, tiến vây Sở Châu. Hồ Sa Hổ được thăng Nguyên soái tả giám quân, thả cho binh sĩ dưới quyền cướp bóc nhân dân; Đế nghe việc ấy, phạt đòn bộ tướng của ông là Kinh lịch quan A Lý Bất Tôn, buộc họ trả lại những gì đã cướp đi. Không lâu sau, nhà Tống xin hòa, có chiếu bãi binh, được nhận chức Tây nam lộ chiêu thảo sứ, đổi làm Tây Kinh lưu thủ.

## ThờiVệ Thiệu vương

### Sợ giặc được thăng quan
Năm Đại An đầu tiên (1209), được nhận Thế tập Mưu khắc, trở lại làm Tri Đại Hưng phủ sự, rồi ra làm Tri Thái Nguyên phủ; trở lại làm Tây Kinh lưu thủ, Hành Xu mật viện, kiêm An phủ sứ. Hồ Sa Hổ đưa 7000 tinh binh giao chiến với quân Mông Cổ ở phía bắc Định An, chiều tối bỏ trốn trước tiên, khiến quân Kim tan rã. Hồ Sa Hổ chạy đến Úy Châu, chiếm đoạt 5000 lạng bạc trong quan khố cùng các thứ quần áo vật dụng, cướp ngựa của dân; cùng gia quyến chạy vào Tử Kinh quan, đánh đòn đến chết Lai Thủy lệnh. Đến Trung Đô, triều đình không hỏi gì cả; còn được thăng làm Hữu phó nguyên soái, quyền Thượng thư tả thừa. Hồ Sa Hổ càng không e dè, tự xin 2 vạn bộ kỵ đi đồn trú Tuyên Đức Châu; được giao cho 3000, lệnh đi đồn trú Quy Xuyên.

### Bãi chức rồi phục chức
Tháng giêng ÂL năm Sùng Khánh đầu tiên (1212), Hồ Sa Hổ xin dời đồn Nam Khẩu đi chỗ khác, gởi thư cho Thượng thư tỉnh rằng: "Quân Mông Cổ đến thì hẳn là không thể chống lại; tấm thân này không đáng tiếc, nhưng 3000 quân thì làm được gì, 12 cửa quan, 2 cung Kiến Xuân, Vạn Ninh  sẽ không giữ được." Triều thần ghét lời ấy, kể ra 15 tội, nên bị bãi chức về vườn.
Năm sau (1213), lại được triệu về Trung Đô, tham gia bàn bạc việc quân. Tả gián nghị đại phu Trương Hành Tín phản đối, Thừa tướng Đồ Đan Dật cũng cho rằng không dùng được, đế bèn thôi. Hồ Sa Hổ kết thân với bọn nội thị, được họ khen ngợi. Tháng 5 ÂL, có chiếu cấp cho một nửa bổng lộc dành cho chức Lưu thủ, được tham gia bàn bạc việc quân. Trương Hành Tín lại can, đế lại thôi. Hồ Sa Hổ rốt cục vẫn được đế sử dụng, ban kim bài, làm quyền Hữu phó nguyên soái, nắm 5000 Vũ Vệ quân đồn trú ở phía bắc Trung Đô.

### Dấy binh chiếm hoàng cung
Hồ Sa Hổ cùng đồng đảng là bọn Kinh lịch quan Văn Tú cục trực trưởng Hoàn Nhan Xú Nô, Đề khống túc trực tướng quân Bồ Sát Lục Cân, Vũ Vệ quân kiềm hạt Ô Cổ Luận Đoạt Lạt mưu làm loạn. Khi ấy, đế phái sứ giả đến trách Hồ Sa Hổ chỉ ham săn bắn, không lo việc quân. Hồ Sa Hổ nổi giận giết chết sứ giả, rồi phao lên rằng Tri Đại Hưng phủ Đồ Đan Nam Bình cùng con trai là Hình bộ thị lang, Phò mã đô úy Một Liệt mưu phản, nên phụng chiếu thảo phạt. Thông gia với Nam Bình là Phúc Hải làm biệt tướng, đang đồn trú ở phía bắc thành, Hồ Sa Hổ lừa Phúc Hải gặp mặt để bắt giữ.
Chưa đến canh 5 ngày 15 tháng 8 ÂL, Hồ Sa Hổ chia quân làm 3 cánh, theo cửa Chương Nghĩa mà vào, tự nắm một cánh theo cửa Thông Huyền mà vào. Trước đó, Hồ Sa Hổ sợ trong thành có quân ra chống lại, bèn sai một kỵ binh đến trước cửa Đông Hoa gọi lớn: "Quân Mông Cổ đã đến, hãy ra đánh giặc!" Đến nay cũng sai một kỵ binh làm như vậy. Hồ Sa Hổ sai Đồ Đan Kim Thọ triệu Tri Đại Hưng phủ Đồ Đan Nam Bình. Nam Bình gặp Hồ Sa Hổ ở Phú Nghĩa phường phía tây cửa Quảng Dương, Hồ Sa Hổ cầm thương đâm ông ta ngã ngựa, Kim Thọ xông đến chém chết ông ta. Lại sai Ô Cổ Luận Đoạt Lạt triệu Một Liệt đến giết đi. Phù bảo chi hậu Thiện Dương, Hộ vệ thập nhân trưởng Hoàn Nhan Thạch Cổ Nãi nghe tin có loạn, vội 500 quân người Hán đến cứu, bị phản quân đánh bại và giết chết. Hồ Sa Hổ đến cửa Đông Hoa, gọi Thân quân bách hộ Đông Nhi, ngũ thập hộ Bồ Sát Lục Cân (cùng tên, khác người), đều không đáp lại; hứa cho làm các chức quan Thế tập Mãnh an, Tam phẩm chức sự, cũng không đáp lại. Gọi đến Đô điểm kiểm Đồ Đan Vị Hà, ông ta trèo thành ra gặp. Hồ Sa Hổ chất củi đốt cửa, đồng thời bắc thang lên thành. Hộ vệ Tà Liệt, Khất Nhi, Thân quân Xuân Sơn mở cửa đón Hồ Sa Hổ vào cung. Hồ Sa Hổ lấy đồng đảng thay hết túc vệ, tự xưng Giám quốc đô nguyên soái, vào ở Đại Hưng phủ, bày quân trấn giữ. Gấp triệu Đô chuyển vận sứ Tôn Xuân Niên đem bạc, tiền thưởng cho Kim Thọ, Đoạt Lạt cùng binh sĩ, kể cả tôi tớ ở Đại Hưng phủ. Đêm ấy, gọi kỹ nữ đến để cùng đồng đảng tiệc tùng. Hôm sau, đem quân bức đế ra giam giữ tại Vệ để (nơi ở của Túc vệ), gọi tả thừa tướng Hoàn Nhan Cương đến mà giết đi. Hồ Sa Hổ chưa biết làm gì, thừa tướng Đồ Đan Dật khuyên lập Hoàn Nhan Tuần, ông đồng ý.
Khi ấy, con trưởng của Tuần là Hoàn Nhan Thủ Trung đang ở Trung Đô, Hồ Sa Hổ dùng nghi lễ dành cho Hoàng thái tử đón ông ta vào Đông cung. Đòi Phù bảo lang đồ Đan Phúc Thọ đem phù bảo bày ngoài thềm Đại Hưng phủ; mượn phù bảo của Hoàng đế để ban chức cho Hoàn Nhan Xú Nô làm Đức Châu phòng ngự sứ, Ô Cổ Luận Đoạt Lạt làm Thuận Thiên quân tiết độ sứ, Bồ Sát Lục Cân làm Hoành Hải quân tiết độ sứ, Đồ Đan Kim Thọ làm Vĩnh Định quân tiết độ sứ, ngoài ra còn có đến vài mươi đồng đảng khác. Đòi Lễ bộ lệnh sử Trương Hảo Lễ đúc ấn Giám quốc nguyên soái, Hảo Lễ nói: "Từ xưa không có Giám quốc khác họ." Bèn thôi. Sai bọn Phụng ngự Hoàn Nhan Hốt Thất Lai 3 người, Hộ vệ Bồ Tiên Ban Để, Hoàn Nhan Xú Nô 10 người đi đón Hoàn Nhan Tuần ở Chương Đức. Sai hoạn quan Lý Tư Trung giết đế ở Vệ để. Rút hết quân đội biên thùy về Bình Châu thuộc Trung Đô, kỵ binh về đồn trú Kế Châu, chẳng còn ai bảo vệ binh thùy nữa!

## ThờiTuyên Tông
Tháng 9 ÂL, Hoàn Nhan Tuần lên ngôi, là Tuyên Tông, Hồ Sa Hổ được bái làm thái sư, Thượng thư lệnh, Đô nguyên soái, Giám tu quốc sử, phong Trạch Vương, thụ Trung Đô lộ và Lỗ Hốt Thổ thế tập mãnh an. Lấy em trai là Đồng tri Hà Nam phủ Đặc Mạt Dã làm Đô điểm kiểm, kiêm Thị vệ thân quân Đô chỉ huy sứ; con trai là Trư Phẩn  được nhận chức Bộc vương phó, Binh bộ thị lang; Đô điểm kiểm Đồ Đan Vị Hà làm Ngự sử trung thừa; Ô Cổ Luận Đoạt Lạt diêu thụ  làm Tri Chân Định phủ sự, Đồ Đan Kim Thọ diêu thụ làm Tri Đông Bình phủ sự, Bồ Sát Lục Cân diêu thụ làm Tri Bình Dương phủ sự, Hoàn Nhan Xú Nô làm Đồng tri Hà Trung phủ sự, quyền Túc trực tướng quân. Có chiếu đem phủ đệ của Ô Cổ Luận Nghị (bị kết tội mưu nghịch vào đầu năm) ban cho Hồ Sa Hổ, Nghi Loan cục cấp cho cung trướng, vợ của ông được ban xe Tử kết (dây thao tía) ngân đạc (chuông lắc bạc).
Trong tháng ấy, Hồ Sa Hổ vào chầu, được đế cho ngồi, ông không từ chối. Hồ Sa Hổ vô cớ đòi giáng Vệ Thiệu vương làm thứ nhân, tâu lên lần thứ 2, có chiếu cho bá quan bàn bạc ở triều đường, phần lớn triều thần không đồng ý, nhưng rốt cục đế vẫn phải giáng Vệ Thiệu vương làm Đông Hải quận hầu.
Kỵ binh do thám của quân Mông Cổ đến Cao Kiều, các đại thần tâu lên, đế sai người hỏi Hồ Sa Hổ, ông đáp: "Kế hoạch đã định rồi!" sau đó trách các đại thần rằng: "Ta làm Thượng thư lệnh, sao không bàn với ta trước mà lại tâu lên?" các đại thần phải nhún mình nhận lỗi.
Nguyên soái hữu giám quân Thuật Hổ Cao Kỳ nhiều lần thua trận, Hồ Sa Hổ răn đe: "Hôm nay ra quân mà vẫn vô công, sẽ theo quân pháp mà làm việc." Cao Kỳ lại thất bại, tự nghĩ khó thoát tội, vào tháng 10 ÂL, đưa quân bản bộ tiến vào Trung Đô, vây phủ đệ của Hồ Sa Hổ. Hồ Sa Hổ xem chừng không địch nổi, bèn trèo tường ở hậu viên để trốn, vướng áo ngã nhào nên đùi bị thương, bị binh sĩ của Cao Kỳ chém chết. Cao Kỳ đem đầu Hồ Sa Hổ đến trước cửa cung nhận tội, đế tha, còn lấy Cao Kỳ làm Tả phó nguyên soái.
Tả gián nghị đại phu Trương Hành Tín tâu lên đòi trị tội Hồ Sa Hổ, nên đế hạ chiếu tuyên cáo tội trạng của ông, tước đi quan tước.